# 萬能鑰匙槍管下掛式霰彈槍
萬能鑰匙（英語：Masterkey）是由奈特軍械公司（KAC）出產的槍管下掛式霰彈槍，發射12號霰彈。其「万能钥匙」外號為一謔稱，指霰彈槍可以射爛大部分門鎖之意。

## 歷史及設計
Masterkey項目在80年代出現，主要目的是在步槍或卡賓槍上下掛一把用於破門、重量較輕的霰彈槍，而不需另外獨立攜帶霰彈槍。Masterkey由泵動的雷明登870截短改成，以掛架安裝在M16突擊步槍及M4卡賓槍系列的槍管下，安裝方法類似M203榴彈發射器。發射發射12鉛徑霰彈，內置管式彈倉，可裝填3發子彈，若加上槍膛中待射的1發，共4發子彈。
由於發射時需要以彈匣充當握把，Masterkey拆下時难以獨立發射。
從馬克·鮑頓的軍事小說Black Hawk Down: A Story of Modern War中提到，美軍三角洲特種部隊隊員（Delta SFC. Paul Howe）的CAR-15卡賓槍上也安裝了Masterkey霰彈槍。

## 替代品
Masterkey很可能被M26模組配件霰彈槍系統取代，但M26模組式霰彈槍系統仍在試驗當中，M26目前只小量地出現在持久自由行動的美軍士兵手上。

## 使用國
- - 澳洲陸軍特種空勤團
- 美国
  - 美國特種作戰司令部

## 登場作品
Masterkey在一些电子游戏中有登场。早在1999年的三角洲特种部队2中就以M4 Masterkey出现（是该游戏中唯一的霰弹枪），后亦有在系列的多部作品中以突擊步槍的可添加槍掛武器登場。

## 來源
1. ↑  馬克·鮑頓， :Black Hawk Down: A Story of Modern War，Corgi Books，倫敦，2000年 ISBN 0-552-14750-8, 第31頁
2. ↑  .   [2016-03-02]. （原始内容存档于2016-03-06）.

## 外部連結
- （英文）knightarmco.com-KAC Masterkey頁面
- Modern Firearms - 雷明登870泵動式霰彈槍